# Омен
Омен (лат. ōmen) — у римлян благоприятное или неблагоприятное знамение, в особенности случайно услышанное слово, поскольку слышавший относил его к себе и считал знамением для будущего.
Известными словесными формулами (например, bonum sit ōmen) считалось возможным отклонить от себя гибельное действие несчастливых слов. Жертвующий окутывал себе голову, чтобы обезопасить себя от неблагоприятных впечатлений; во время жертвоприношений играла музыка, чтобы дурные знамения не были слышны. Особенная осторожность соблюдалась при торжественных встречах, при новогодних поздравлениях и т. д.